# Đội tuyển Davis Cup Malta
Đội tuyển Davis Cup Malta đại diện Malta ở giải đấu quần vợt Davis Cup và được quản lý bởi Liên đoàn quần vợt Malta.
Malta hiện tại thi đấu ở Nhóm III khu vực Âu/Phi.

## Lịch sử
Malta tham gia kì Davis Cup đầu tiên vào năm 1986.

## Đội hình hiện tại
- Bernard Cassar Torregiani
- Matthew Asciak
- Bradley Callus
- Matthew Cassar Torregiani